# Schasmjen
Schasmjen (armenisch Ժասմեն; eigentlich armenisch Մարիամ Հովսեփի Գրիգորյան Mariam Howsepi Grigorjan; * 7. Junijul. / 19. Juni 1894greg. in Tiflis, Russisches Kaiserreich; † 18. Januar 1978 in Jerewan, Armenische SSR) war eine armenische Schauspielerin und Politikerin.

## Leben
Sie begann 1909 ihre Bühnenlaufbahn an einem Theater in Tiflis. Ab 1917 spielte sie in einer armenischen Theatergruppe in Baku. 1920 war sie Mitbegründerin des armenischen Theaters in Baku und spielte dort bis 1949, unterbrochen von einer Spielzeit am Revolutionstheater in Eriwan 1924 bis 1925. Von 1959 bis 1967 war sie am Gabriel-Sundukjani-Theater in Eriwan tätig.
Sie war Mitglied des Obersten Sowjets der Aserbaidschanischen SSR der ersten bis vierten Einberufung. 1940 trat sie in die KPdSU ein.

## Filmografie (Auswahl)
- 1913: Kljutschi stschastja (Ключи счастья)
- 1929: Sewil (Севиль)
- 1932: Meksikakan diplomatner (Մեքսիկական դիպլոմատներ)

## Auszeichnungen
- Volkskünstler der Aserbaidschanischen SSR (1935)
- Volkskünstler der Armenischen SSR (1963)
- Orden des Roten Banners der Arbeit
- Ehrenzeichen der Sowjetunion[1]